# Giovanni Battista Giansetti
Giovanni Battista Giansetti fou un compositor de l'escola romana del segle xvii.
Desenvolupà el càrrec de mestre de capella de Sant Joan del Laterà de Roma. Imitant Orazio Benevoli, va escriure alguns anys després d'aquest una Missa per a 48 veus, verdadera mostra contrapuntística que li comportà l'admiració dels seus coetanis.